# Енн Гардінг
Дороті Волтон Гетлі (англ. Dorothy Walton Gatley), відома під псевдонімом Енн Гардінг (англ. Ann Harding; нар. 7 серпня 1902 — пом. 1 вересня 1981) — американська акторка. Удостоєна двох зірок на Голлівудській алеї слави, за внесок у кіно і телебачення.

## Біографія
Народилася у форті Сем Г'юстон в техаському місті Сан-Антоніо 7 серпня 1901 року. Її батько був військовим, тому сімейство Гетлі часто переселялося, поки не осіло в Нью-Йорку, де Дороті вступила в жіночий коледж Браян Мауер.
Незабаром після закінчення коледжу Дороті почала акторську кар'єру, а у 1921 році дебютувала на Бродвеї. В кіно дебютувала 1929 року у фільмі «Кордон Парижа» з Фредріком Марчем у головній ролі. Вже через рік, взявши псевдонім Енн Гардінг, була номінована на премію «Оскар» за роль у фільмі «Свято». На початку кінокар'єри Гардінг працювала в основному на студії «Pathé», яка пізніше була поглинута «RKO», де знімалася з такими зірками, як Гері Купер, Леслі Говард і Мірна Лой. Разом з Гелен Твелвтріс і Констанс Беннетт становила тріо акторок, що спеціалізуються на зйомках у мелодрамах.
У 1926 році Енн Гардінг одружилася з актором Гаррі Банністера. У 1928 народила дочку Енн, яка залишилася з нею і після завершення шлюбу, що тривав 6 років. 
На початку 1930-х років, на піку своєї популярності, Гардінг з'явилася в таких картинах, як «Відданість» (1931), «Тваринний світ» (1932), «Престиж» (1932) і «Пітер Іббетсон» (1935).
В 1937 році Гардінг одружилася за диригентом і композитором Вернером Янссеном і залишила кіно. Через 5 років повернулася на екрани, з'явившись в 1942 році в картині «Очі в ночі», а через рік втілила Марджорі Девіс у військово-пропагандистському фільмі «Місія в Москву».
На початку 1960-х, після 30-річної відсутності, Гардінг з'явилася на Бродвеї, зігравши у двох малоуспішних постановках. Водночас виконала невеликі ролі в кількох телесеріалах, завершивши цим у 1965 році свою кар'єру. Останню роль виконала в серіалі «Бен Кейсі».
Енн Гардінг померла 1 вересня 1981 року у 80 років в одному з передмість Лос-Анджелеса. Вона була кремована, а її прах похований на кладовищі Голлівуд-Гіллз.

## Вибрана фільмографія
| Рік  |   | Українська назва        | Оригінальна назва | Роль          |
| ---- | - | ----------------------- | ----------------- | ------------- |
| 1929 | ф | Ув'язнений              | Condemned         | мадам Відал   |
| 1930 | ф | Свято                   | Holiday           | Лінда Сетон   |
| 1931 | ф | Іст Лінн                | East Lynne        | леді Ізабелла |
| 1933 | ф | Коли дами зустрічаються | When Ladies Meet  | Клер          |
| 1963 | с | Захисники               | The Defenders     | Гелен Бернард |